# Manfred Czaja
Manfred Czaja (* 25. August 1925) ist ein ehemaliger deutscher Fußballspieler. Von 1951 bis 1955 spielte er in der DDR-Oberliga, der höchsten Spielklasse im DDR-Fußball, für die BSG Einheit/Fortschritt Meerane.

## Sportliche Laufbahn
Im Laufe der Hinrunde der Oberligasaison 1950/51 fielen bei der Betriebssportgemeinschaft (BSG) Einheit Meerane gleich mehrere Stammspieler aus. Als Ersatz wurde der 25-jährige Mittelfeldspieler Manfred Czaja in den Kader der BSG aufgenommen, die in der Rückrunde als BSG Fortschritt antrat. Vom zweiten Spieltag der Rückrunde an wurde er bis zum Saisonende in allen Oberligaspielen aufgeboten und kam damit auf 16 Einsätze. Dabei wurde er sowohl im Mittelfeld als auch in der Abwehr eingesetzt und erzielte drei Tore. Auch in der Saison 1951/52 begann Czaja wieder als Abwehrspieler, wurde aber schon nach drei Spieltagen in den Angriff beordert, wo er für den Rest der Spielzeit eingesetzt wurde. Von den 36 Oberligaspielen bestritt er 35 Begegnungen, und er kam diesmal auf vier Treffer. Am Saisonende mussten die Meeraner aus der Oberliga absteigen. An der sofortigen Rückkehr aus der zweitklassigen DDR-Liga in die Oberliga war Czaja mit Einsätzen in allen 24 Ligaspielen beteiligt und war mit drei Treffern wieder der obligatorische Torschütze. In seiner dritten Oberligasaison 1953/54 kam er hauptsächlich wieder im Mittelfeld zum Einsatz, blieb aber nun bei 26 von 28 Punktspielen ohne Torerfolg. Die Saison wurde sowohl für Czaja als auch für die BSG Fortschritt die letzte Saison in der Oberliga. Czaja fehlte zwar nur einmal bei den 26 Oberligapartien, blieb aber wieder ohne Treffer, und Fortschritt Meerane landete hoffnungslos abgeschlagen auf dem letzten Tabellenplatz. Nach einer Übergangsrunde mit 13 Spielen zum Wechsel in den Kalenderjahrspielrhythmus im Herbst 1955, bei der Czaja in der DDR-Liga bei zwölf Begegnungen eingesetzt wurde und auf fünf Tore kam, begann im Frühjahr 1958 wieder der reguläre Spielbetrieb im DDR-Fußball. In der DDR-Liga war 26 Spiele zu absolvieren, bei denen Czaja diesmal nur auf 15 Einsätze kam. Mit seinen fünf Toren war er aber nach wie vor torgefährlich geblieben. 1957 war er wieder voll einsatzfähig, bestritt alle 26 Ligaspiele und wurde mit seinen acht Treffern zum Torschützenkönig der Meeraner Mannschaft. Seine letzte Saison im höherklassigen Fußball absolvierte Manfred Czaja 1958. Er kam noch einmal in 22 Ligaspielen zum Einsatz und steuerte den 34 Toren seiner Mannschaft fünf Treffer bei. Anschließend zog er sich im Alter von 33 Jahren aus dem Leistungsfußball zurück. Dort hatte er 102 Oberligaspiele mit sieben Toren und 99 DDR-Ligaspiele mit 21 Treffern absolviert.